# Classe Tang
I sommergibili statunitensi della classe Tang, costruiti dopo la seconda guerra mondiale, furono i primi a essere costruiti già aggiornati agli standard chiamati GUPPY (Greater Underwater Propulsion Power Program) e basati sulle invenzioni tedesche della parte finale del conflitto. Tali standard furono implementati anche su sommergibili costruiti in anni precedenti come quelli delle classi Gato, Balao e Tench. Tra sommergibili denominati GUPPY queste furono le prime unità costruite dopo il secondo conflitto mondiale. La classe era costituita da sei unità: Tang, Trigger, Wahoo, Trout, Gudgeon, Harder.

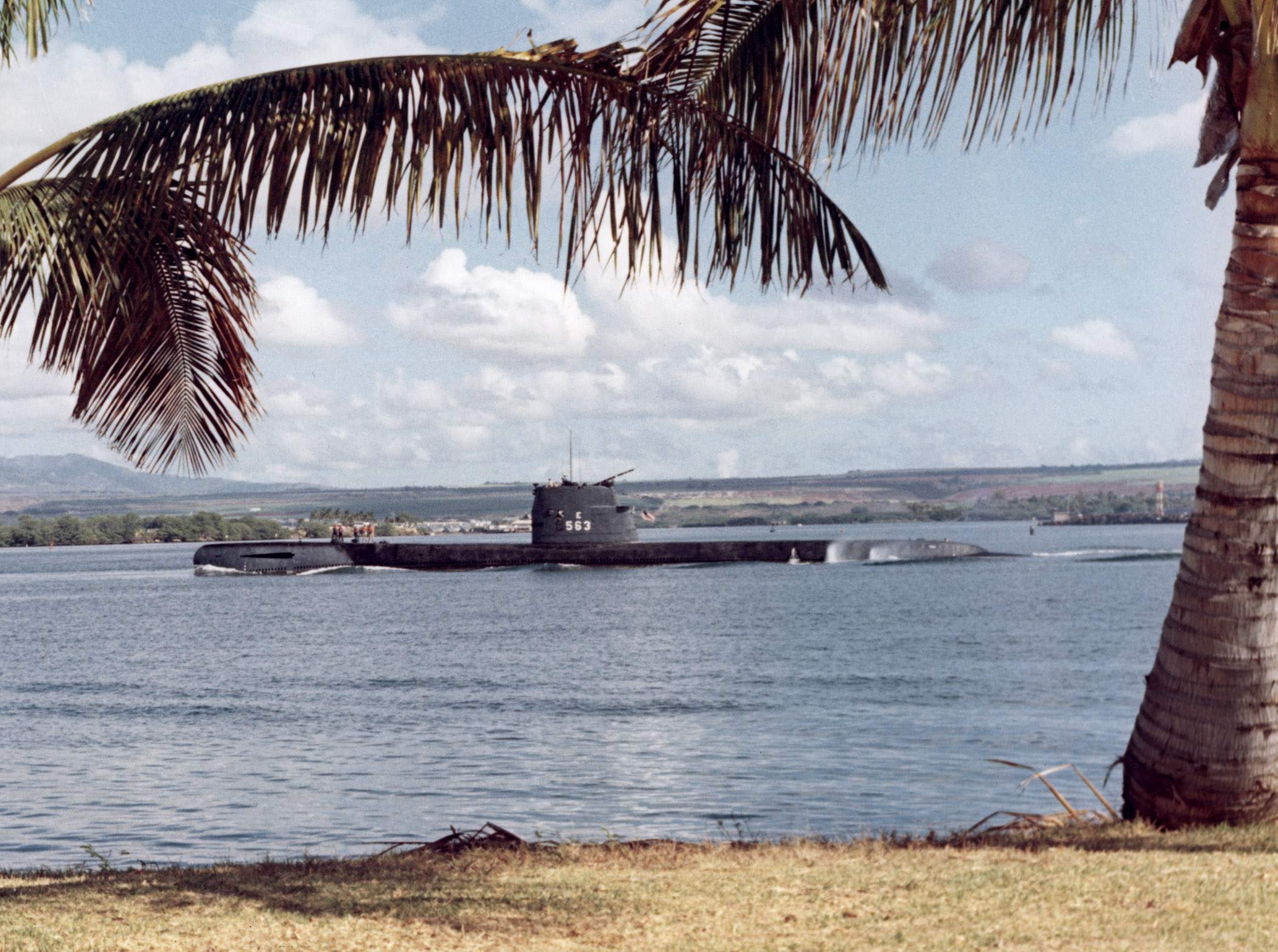
Il sommergibile USS Tang SS 563, unità capoclasse

Viste le caratteristiche, con la velocità in immersione superiore a quella in emersione si può già parlare di sottomarini più che di sommergibili. I battelli montavano dei motori Diesel elettrici General Motors ad alta velocità che però diedero dei problemi tanto che furono sostituiti con tre motori Diesel a cilindri contrapposti di media velocità di derivazione aeronautica di dimensioni maggiori. Per potere essere installate le prime quattro unità vennero sottoposte a dei lavori per essere allungate, mentre le ultime due, Gudgeon e Harder furono costruite più lunghe. Tang, Wahoo, Gudgeon e Harder furono sottoposti a ulteriori lavori di allungamento per permettere l'installazione di un nuovo tipo di sonar passivo.
Dopo essere stati dismessi dalla US Navy, quattro dei sei battelli della classe furono ceduti due ciascuno, all'inizio degli anni settanta, nell'ambito del Mutual Defense Assistance Program a Italia e Turchia. All'Italia andarono i sommergibili USS Trigger e USS Harder, mentre i sommergibili Tang e Gudgeon, ceduti alla Turchia, rimasero in servizio fino al 2004.

## Unità italiane

### Classe Livio Piomarta
La Marina Militare ricevette i sommergibili USS Trigger e USS Harder, ceduti all'Italia all'inizio degli anni settanta, nell'ambito del Mutual Defense Assistance Program, che, ribattezzati rispettivamente Livio Piomarta e Romeo Romei, costituirono la classe Livio Piomarta Rimasti in servizio nella Marina Militare fino alla seconda metà degli anni ottanta, furono gli ultimi battelli di fornitura statunitense in forza alla Marina Militare italiana.
Le loro caratteristiche generali, quando entrarono a far parte della Marina Militare italiana ne facevano delle unità ancora efficaci, nonostante le dimensioni da sommergibili di tipo oceanico li rendesse di impiego problematico in un teatro come il mar Mediterraneo. Di conseguenza, analogamente a quanto era stato fatto coi precedenti battelli ex USA, furono utilizzati prevalentemente per l'addestramento della componente subacquea nazionale e delle navi di superficie specializzate nella lotta antisommergibile.

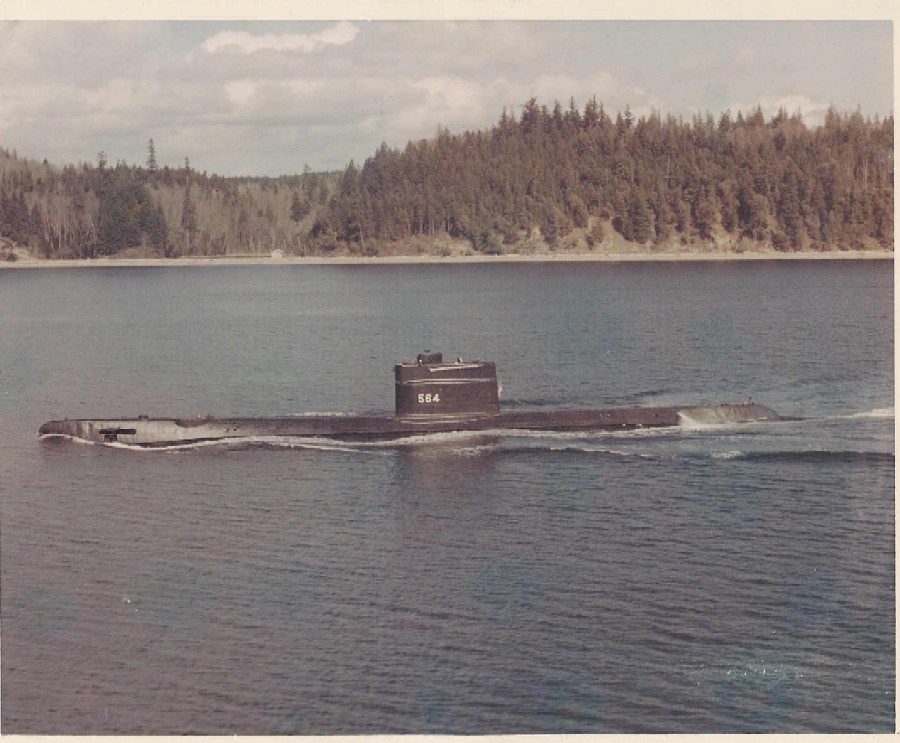
Il sommergibile Trigger nel 1971 durante i test del siluro Mark 48